# Canottaggio ai Giochi della XXIX Olimpiade - 4 di coppia maschile

## Batterie
Hanno partecipato alle batterie di qualificazione 13 equipaggi, suddivisi in 3 batterie: i primi tre di ogni batteria sono passati direttamente alle semifinali, mentre gli altri hanno effettuato i ripescaggi.
- Domenica 10 agosto 2008

| Posizione | Atleta    | Paese                                                               | Tempo   | Note |
| --------- | --------- | ------------------------------------------------------------------- | ------- | ---- |
| 1         | Australia | Christopher Morgan, James McRae, Brendan Long e Daniel Noonan       | 5:36.20 | SF   |
| 2         | Italia    | Luca Agamennoni, Simone Venier, Rossano Galtarossa e Simone Raineri | 5:36.42 | SF   |
| 3         | Russia    | Nikita Morgachev, Sergey Fedorovtsev, Igor Salov e Nikolai Spinev   | 5:39.18 | SF   |
| 4         | Estonia   | Kaspar Taimsoo, Vladimir Latin, Igor Kuzmin e Allar Raja            | 5:42.22 | R    |
| 5         | Rep. Ceca | Petr Vitasek, Milan Dolecek, Jakub Hanák e David Jirka              | 6:00.98 | R    |

| Posizione | Atleta      | Paese                                                                     | Tempo   | Note |
| --------- | ----------- | ------------------------------------------------------------------------- | ------- | ---- |
| 1         | Polonia     | Konrad Wasielewski, Marek Kolbowicz, Michał Jeliński e Adam Korol         | 5:38.76 | SF   |
| 2         | Francia     | Jonathan Coeffic, Pierre-Jean Peltier, Julien Bahain e Cédric Berrest     | 5:41.75 | SF   |
| 3         | Bielorussia | Kiryl Lemiashkevich, Aliaksandr Novikau, Pavel Shurmei e Valery Radzevich | 5:45.84 | SF   |
| 4         | Cuba        | Yuleidys Cascaret, Janier Concepcion, Ángel Fournier e Yoennis Hernandez  | 5:44.6  | R    |

| Posizione | Atleta      | Paese                                                                | Tempo   | Note |
| --------- | ----------- | -------------------------------------------------------------------- | ------- | ---- |
| 1         | Ucraina     | Sergii Gryn, Volodymyr Pavlovskyi, Oleg Lykov e Sergiy Biloushchenko | 5:40.11 | SF   |
| 2         | Germania    | Stephan Krüger, Rene Bertram, Hans Gruhne e Christian Schreiber      | 5:43.48 | SF   |
| 3         | Stati Uniti | Matt Hughes, Sam Stitt, Jamie Schroeder e Scott Gault                | 5:45.77 | SF   |
| 4         | Slovenia    | Janez Zupanc, Jernej Jurse, Janez Jurse e Gasper Fistravec           | 5:57.02 | R    |

## Ripescaggio
I primi 3 equipaggi si sono qualificati per le semifinali.
- Martedì 12 agosto 2008

| Posizione | Atleta    | Paese                                                                    | Tempo   | Note |
| --------- | --------- | ------------------------------------------------------------------------ | ------- | ---- |
| 1         | Estonia   | Kaspar Taimsoo, Vladimir Latin, Igor Kuzmin e Allar Raja                 | 6:01.46 | SF   |
| 2         | Cuba      | Yuleidys Cascaret, Janier Concepcion, Ángel Fournier e Yoennis Hernandez | 6:03.56 | SF   |
| 3         | Rep. Ceca | Petr Vitasek, Milan Dolecek, Jakub Hanák e David Jirka                   | 6:04.95 | SF   |
| 4         | Slovenia  | Janez Zupanc, Jernej Jurse, Janez Jurse e Gasper Fistravec               | 6:12.64 |      |

## Semifinali
I primi tre equipaggi delle semifinali si sono qualificati per la finale A, gli altri hanno invece disputato la finale B.
- Venerdì 15 agosto 2008

| Posizione | Atleta      | Paese                                                                     | Tempo   | Note |
| --------- | ----------- | ------------------------------------------------------------------------- | ------- | ---- |
| 1         | Polonia     | Konrad Wasielewski, Marek Kolbowicz, Michał Jeliński e Adam Korol         | 5:51.29 | FA   |
| 2         | Australia   | Christopher Morgan, James McRae, Brendan Long e Daniel Noonan             | 5:52.93 | FA   |
| 3         | Germania    | Stephan Krüger, Rene Bertram, Hans Gruhne e Christian Schreiber           | 5:53.56 | FA   |
| 4         | Rep. Ceca   | Petr Vitasek, Milan Dolecek, Jakub Hanák e David Jirka                    | 5:56.38 | FB   |
| 5         | Russia      | Nikita Morgachev, Sergey Fedorovtsev, Igor Salov e Nikolai Spinev         | 5:59.56 | FB   |
| 6         | Bielorussia | Kiryl Lemiashkevich, Aliaksandr Novikau, Pavel Shurmei e Valery Radzevich | 6:06.80 | FB   |

| Posizione | Atleta      | Paese                                                                    | Tempo   | Note |
| --------- | ----------- | ------------------------------------------------------------------------ | ------- | ---- |
| 1         | Italia      | Luca Agamennoni, Simone Venier, Rossano Galtarossa e Simone Raineri      | 5:51.20 | FA   |
| 2         | Stati Uniti | Matt Hughes, Sam Stitt, Jamie Schroeder e Scott Gault                    | 5:52.81 | FA   |
| 3         | Francia     | Jonathan Coeffic, Pierre-Jean Peltier, Julien Bahain e Cédric Berrest    | 5:53.04 | FA   |
| 4         | Estonia     | Kaspar Taimsoo, Vladimir Latin, Igor Kuzmin e Allar Raja                 | 5:54.57 | FB   |
| 5         | Ucraina     | Sergii Gryn, Volodymyr Pavlovskyi, Oleg Lykov e Sergiy Biloushchenko     | 6:03.71 | FB   |
| 6         | Cuba        | Yuleidys Cascaret, Janier Concepcion, Ángel Fournier e Yoennis Hernandez | 6:04.99 | FB   |

## Finali
- Sabato 16 agosto 2008

| Posizione | Atleta      | Paese                                                                     | Tempo   |
| --------- | ----------- | ------------------------------------------------------------------------- | ------- |
| 1         | Russia      | Nikita Morgachev, Sergey Fedorovtsev, Igor Salov e Nikolai Spinev         | 5:46.17 |
| 2         | Ucraina     | Sergii Gryn, Volodymyr Pavlovskyi, Oleg Lykov e Sergiy Biloushchenko      | 5:47.89 |
| 3         | Estonia     | Kaspar Taimsoo, Vladimir Latin, Igor Kuzmin e Allar Raja                  | 5:48.12 |
| 4         | Rep. Ceca   | Petr Vitasek, Milan Dolecek, Jakub Hanák e David Jirka                    | 5:50.07 |
| 5         | Bielorussia | Kiryl Lemiashkevich, Aliaksandr Novikau, Pavel Shurmei e Valery Radzevich | 5:50.74 |
| 6         | Cuba        | Yuleidys Cascaret, Janier Concepcion, Ángel Fournier e Yoennis Hernandez  | 5:52.66 |

- Domenica 17 agosto 2008

| Posizione | Atleta      | Paese                                                                 | Tempo   |
| --------- | ----------- | --------------------------------------------------------------------- | ------- |
|           | Polonia     | Konrad Wasielewski, Marek Kolbowicz, Michał Jeliński e Adam Korol     | 5:41.33 |
|           | Italia      | Luca Agamennoni, Simone Venier, Rossano Galtarossa e Simone Raineri   | 5:43.57 |
|           | Francia     | Jonathan Coeffic, Pierre-Jean Peltier, Julien Bahain e Cédric Berrest | 5:44.34 |
| 4         | Australia   | Christopher Morgan, James McRae, Brendan Long e Daniel Noonan         | 5:44.68 |
| 5         | Stati Uniti | Matt Hughes, Sam Stitt, Jamie Schroeder e Scott Gault                 | 5:47.64 |
| 6         | Germania    | Stephan Krüger, Rene Bertram, Hans Gruhne e Christian Schreiber       | 5:50.96 |